# SLIT2
SLIT2‏ (Slit guidance ligand 2) هوَ بروتين يُشَفر بواسطة جين SLIT2 في الإنسان.